# Hélène Cixous
Hélène Cixous (Argelia, 5 de junio de 1937) es una feminista francesa, profesora universitaria, escritora, poeta, dramaturga, filósofa, crítica literaria y especialista en retórica.

## Biografía
Hélène Cixous nació en Orán, Argelia francesa, hija de madre alemana judía asquenazí y padre argelino judío sefardí. Llegó a Francia, ya casada, en 1955; tiene un hijo y una hija; se divorcia.
Se graduó en 1959 y obtuvo su doctorado en letras en 1968. Se especializó en literatura inglesa y, en especial, en los trabajos de James Joyce. En 1968, publicó "El exilio de James Joyce o el arte de la sustitución" y, al año siguiente, su primera novela "Dedans", un trabajo semiautobiográfico que ganó el premio Médicis. 
Colaborará con el famoso Théâtre du Soleil, desde que conoció la pieza 1789, y por ende a su directora Ariane Mnouschkine.
Su trabajo ha proseguido incesantemente (con 68 títulos) hasta Homère est morte, de 2014.
Cuenta con grados honoríficos otorgados por las universidades Queen's University y la Universidad de Alberta en Canadá; la Universidad College Dublin en Irlanda; la Universidad de York y la Universidad College London en el Reino Unido; y la Universidad Georgetown, la Universidad Northwestern y la Universidad de Wisconsin-Madison en Estados Unidos.

## Obra

### Prosa
- Le Prénom de Dieu (Grasset, 1967)
- Dedans (Grasset, 1969)
- Le Troisième Corps (Grasset, 1970)
- Les Commencements (Grasset, 1970)
- Neutre (Grasset, 1972)
- Tombe (Le Seuil, 1973, 2008)
- Portrait du Soleil (Denoël, 1974)
- Révolutions pour plus d'un Faust (Le Seuil, 1975)
- Souffles (Des femmes, 1975)
- Partie (Des femmes, 1976)
- La (Gallimard, 1976)
- Angst (Des Femmes, 1977)
- Anankè (Des femmes, 1979)
- Illa (Des femmes, 1980)
- Limonade tout était si infini (Des femmes, 1982)
- Le Livre de Prométhéa (Gallimard, 1983)
- Déluge (Des femmes, 1992)
- Beethoven à jamais ou l'Existence de Dieu (Des femmes, 1993)
- La Fiancée juive de la tentation (Des femmes, 1995)
- Osnabrück (Des femmes, 1999)
- Le Jour où je n'étais pas là (Galilée, 2000)
- Les Rêveries de la femme sauvage (Galilée, 2000)
- Manhattan (Galilée, 2002)
- Tours promises (Galilée, 2004)
- Rencontre terrestre, con Frédéric-Yves Jeannet (Galilée, 2005)
- L'amour même: dans la boîte aux lettres (Galilée, 2005)
- Hyperrêve (Galilée, 2006)
- Si près (Galilée, 2007)
- Cigüe: vieilles femmes en fleurs (Galilée, 2008)
- Philippines: prédelles (Galilée, 2009)
- Ève s'évade: la ruine et la vie (Galilée, 2009)[4]
- Double Oubli de l'Orang-Outang (Galilée, 2010)[5]
- Homère est morte (Galilée, 2014)
- Gare d'Osnabrük à Jérusalem (Galilée, 2016)

### Ensayos
- L'Exil de James Joyce ou l'art du remplacement (Grasset, 1968)
- Prénoms de Personne (Le Seuil, 1974)
- La Jeune Née (U.G.E., 1975)
- Le Rire de la Méduse (L'Arc, 1975)
- La Venue à l’écriture (U.G.E., 1977)
- Entre l’écriture (Des femmes, 1986)
- L'Heure de Clarisse Lispector (Des femmes, 1989)
- Karine Saporta, con Daniel Dobbels y Bérénice Reynaud (Armand Colin, 1990)
- Hélène Cixous, photos de racines, con Mireille Calle-Gruber (Des femmes, 1994)
- Voiles (con Jacques Derrida, Galilée, 1998)
- Portrait de Jacques Derrida en jeune saint juif (Galilée, 2001)
- Le Voisin de zéro: Sam Beckett (Galilée, 2007)
- Entretien de la blessure, Sur Jean Genet, (Galilée, 2011)
- Abstracts et brèves chroniques du temps. I. Chapitre Los (Galilée, 2013)
- Ayaï! Le Cri de la littérature (Galilée, 2013)
- Insister. Für Jacques Derrida ed. de Peter Engelmann, übers. von Esther von der Osten. Passagen, Viena 2014. ISBN 978-3-7092-0109-1
- Une autobiographie allemande, avec Cécile Wajsbrot (Christian Bourgois, 2016)

### Teatro
- La Pupille (Cahiers Renaud-Barrault, 1971)
- Portrait de Dora (Des femmes, 1975). Repr. en el Théâtre d'Orsay, París (1976) y Londres 1979.
- La Prise de l'école de Madhubaï (Avant-Scène, 1984)
- L’Histoire terrible mais inachevée de Norodom Sihanouk, roi du Cambodge (Théâtre du Soleil, 1985; ed. corregida 1987).
- L’Indiade, ou l’Inde de leurs rêves, et quelques écrits sur le théâtre (Théâtre du Soleil, 1987)
- Les Euménides d’Eschyle (trad. para el Théâtre du Soleil, 1992)
- La Ville parjure ou le réveil des Erinyes (Théâtre du Soleil, 1994)
- Et soudain, des nuits d'éveil (Théâtre du Soleil, 1997)
- Tambours sur la digue (Théâtre du Soleil, 1999)
- Rouen, la Trentième Nuit de Mai '31 (Galilée, 2001)
- Les Naufragés du fol espoir (Théâtre du soleil, 2010)

## Premios y reconocimientos
- 2010: Prix du Syndicat de la critique 2009: meilleure création d'une pièce en langue française por Les Naufragés du Fol Espoir
- 2014: Prix Marguerite Duras
- 2014: Prix de la langue française[6]
- 2025: Premio Formentor de las Letras.[7]